# 鷹森淑乃
鷹森淑乃（日语：／ Takamori Yoshino，1963年11月23日—），日本女性配音員。ARTSVISION所屬。A型血。

## 來歷、人物
千葉縣市川市出生。為家中的長女，有一個妹妹。父親從事齒科大學的教授。
3歳開始學彈鋼琴，東京音樂大學附屬高等學校畢業後直升進入東京音樂大學選擇鋼琴科進修。大學1年級參加日本放送主辦的新人聲優徵選活動但落選。1983年4月，鷹森在大2以第2期生加入資深聲優勝田久開辦的聲優教室（現勝田聲優學院）。此外和她同期的有白石文子，第1期的前輩有伊藤美紀、岡本麻彌及南央美。1984年秋天，於大學在學期間獲得電視動畫《超力機器人 卡拉特》主要角色帕提·帕普金的配音機會，從此成為鷹森她的出道作。出道後，從聲優教室移籍加入現在所屬的經紀公司ARTSVISION。
1985年電視動畫《火焰的阿爾卑斯玫瑰 茱蒂&藍迪》主角茱蒂〈愛麗西亞·布倫德爾〉是鷹森的第一部聲演主演作品。1987年的另一齣電視動畫《漫畫日本經濟入門》主角松本佐和子首次聲演成年女性。
從此之後，鷹森以1988年電視動畫《超音戰士Borgman》聲演女主角亞妮絲·法姆、和1990年的另一齣（庵野秀明執導）電視動畫《海底兩萬哩》聲演主角娜迪亞獲得動畫迷的廣大人氣與支持，成為她的為人熟知配音代表作。
已婚，丈夫是牙科醫生。女兒松井曉波也從事聲優。

## 演出
粗體字表示主要角色。

### 電視動畫
1984年
- 超力機器人 卡拉特（日语：超力ロボ ガラット）（帕提·帕普金[11]）

1985年
- 昭和笨蛋小說搞笑第1名！（日语：昭和アホ草紙あかぬけ一番!）（御佳代）
- 搞怪拍檔（櫻子）
- 哆啦A夢 (大山羨代版)（女孩子）
- 火焰的阿爾卑斯玫瑰 茱蒂&藍迪（茱蒂〈愛麗西亞·布倫德爾〉）

1986年
- 甜蜜公主（豆卜之助）
- 宇宙船人馬座（日语：宇宙船サジタリウス）（亞明莎[12]）
- 各位同學！心緣的圍巾（日语：生徒諸君!#テレビアニメ）（壘球社員B）
- 鄰家女孩（日下）
- 哆啦A夢 (大山羨代版)（克里斯）
- 天威勇士 克羅諾斯的大逆襲（鳴〈初代〉、莎拉）
- 相聚一刻（神 等）

1987年
- 愛的小婦人物語（凱薩琳·金）
- 橙路（女孩子、女高中生、女學生）
- 城市獵人（1987～1989，野上麗香）3系列
- 北斗神拳2（天帝路伊）
- 聖魔大戰（暗黑海拉、女王海拉）
- 漫畫日本經濟入門（日语：マンガ日本経済入門）（松本佐和子）

1988年
- 美味大挑戰（朝江、信子）
- 麵包超人（小猴子A〈初代〉、拳骨小子〈初代〉、梅太郎〈初代〉）
- 超音戰士Borgman（亞妮絲·法姆）
- 光頭騙子禿丸（日语：つるピカハゲ丸）（櫻咲子老師）
- 貓咪也瘋狂（太太）
- 魔神英雄傳（沙代里）
- 妙手小廚師（玲子）

1989年
- 偶像英里子傳說（仲田靖子、 等）
- 寶馬神童（日语：青いブリンク）（奈莉）
- 超能力魔美（弘子、亞紀）
- 烏龍少爺（日语：おぼっちゃまくん）（女性）
- 魔動王（ティーンカアチャン）
- YAWARA！（本阿彌沙也加）
- 摔角軍團〈銀河篇〉聖戰士羅賓Jr.（日语：レスラー軍団〈銀河編〉 聖戦士ロビンJr.）（瑪莉）

1990年
- 偶像天使陽子（楠田、靖子）
- NG騎士檸檬汽水&40（希茲卡）
- 海底兩萬哩（娜迪亞·拉·阿爾瓦[13]）
- 勇者鬥惡龍 勇者阿貝爾傳說（尤莉嘉）

1991年
- 閃電霹靂車（瑪莉亞）
- 大耳鼠（艾利D）

1992年
- 蜜柑繪日記（藤原彌生）

1994年
- 美少女戰士S（遠野摩彌）

1998年
- 餓沙羅鬼（皇后）

1999年
- 霹靂酷樂貓（奧薩姆、惡魔奧薩姆）
- 名偵探柯南（峰岸百合子）

2000年
- 哆啦A夢 (大山羨代版)（瑪莉的母親）

2002年
- 我們這一家（講師）

2003年
- 我們這一家（森太太）
- 鋼之鍊金術師（朵莉夏·愛力克[14]、史洛斯[14]）
- FIRESTORM（日语：FIRESTORM (アニメ)）（渚·如月）
- 愛的魔法（紅尉紫乃）
- 名偵探柯南（香取茜）

2004年
- 今日大魔王！（芙琳·基爾彼特）
- 忘卻的旋律（Discount Uribou）
- 神奇寶貝超世代（襟裳）

2005年
- Canvas2 ～彩虹色的圖畫～（篠宮悠）
- 今日大魔王！2（芙琳·基爾彼特）
- JINKI:EXTEND（黃坂南）
- 創聖的亞庫艾里翁（提坦尼亞）
- 天國之吻（小泉雪乃）

2006年
- 蠟筆小新（狹山茶子、芭蕾舞老師、姬宮 等）

2007年
- 最棒！寵物反斗星！（とさかっち）
- DARKER THAN BLACK -黑之契約者-（安妮）

2008年
- 今日大魔王！3（芙琳·基爾彼特）
- 最高！寵物反斗星！（ままめっち）
- 魔法使的條件 ～夏日天空～（鈴木聖子）
- 記憶女神的女兒們（島崎有紀〈前埜有紀〉）

2009年
- 我們這一家（佳奈的母親）
- 鋼之鍊金術師 FULLMETAL ALCHEMIST（朵莉夏·愛力克）

2011年
- 名偵探柯南（吉瀨萬由子）

2012年
- SKET DANCE（保臣藍）

2013年
- 進擊的巨人（艾連·葉卡的母親〈卡露拉·葉卡〉）
- 神奇寶貝超級願望 Season 2 杰可羅拉冒險（托尼的母親）

2014年
- 元氣囝仔（半田惠美）

2015年
- 進擊！巨人中學校（艾連·葉卡的母親〈卡露拉·葉卡〉）
- 名偵探柯南（上林聖子）

2017年
- 進擊的巨人 (第2期)（艾連·葉卡的母親〈卡露拉·葉卡〉）

2019年
- 進擊的巨人 (第3期)（艾連·葉卡的母親〈卡露拉·葉卡〉）

### 電影動畫
1986年
- 鄰家女孩2：再見的禮物（泉）
- 劇場版 A子計畫（米）

1989年
- 五星物語（莉·艾克斯·阿特懷特）

1991年
- 哆啦A夢：大雄的天方夜譚（女神）
- 海底兩萬哩 劇場用原創版（娜迪亞·拉·阿爾瓦）

1992年
- YAWARA！ 上吧！懦怯的孩子們！（本阿彌沙也加）

1993年
- 星星的軌道（日语：お星さまのレール）（千子〈千登勢〉）

1994年
- 萊陽慈梨之歌（友子）

1995年
- 灌籃高手：咆哮籃球員靈魂！花道和流川的灼熱夏季（日语：スラムダンク 吠えろバスケットマン魂!! 花道と流川の熱き夏）（水澤茜）

2007年
- 劇場版 塔麻可吉：DOKI DOKI！星球大暴走!?（日语：えいがでとーじょー! たまごっち ドキドキ! うちゅーのまいごっち!?）（媽媽吉）

2013年
- 蠟筆小新：超級美味！B級美食大逃亡!!（壽司夫婦假面〈妻〉）

### OVA
1985年
- 夢幻獵人麗夢（日语：ドリームハンター麗夢）（榊由香里）

1986年
- 超時空羅曼藝術 SAMY MISSING 99（日语：超時空ロマネスク SAMY MISSING・99）（魔物們、子妖怪）
- 夢幻獵人麗夢II 聖美神學園的妖夢（日语：ドリームハンター麗夢）（黑薔薇會女學生）

1987年
- 宇宙船人馬座（日语：宇宙船サジタリウス）（亞明莎、芙蘿拉）
- 真魔神傳 Battle Royal High School（日语：魔神伝）（純子）
- 超獸機神斷空我 GOD BLESS DANCOUGA（琳達·麻生）
- ProjectA子2 大德寺財團的陰謀（稻）
- 微笑標的（志賀讓〈幼少時期〉、女學生A）

1988年
- 宇宙家族卡爾賓（日语：宇宙家族カールビンソン）（老師）
- 網球甜心2（安吉·雷諾斯）
- TOKYO VICE（日语：トウキョウ・バイス）（女性教授）
- New Story of Aura Battler DUNBINE（雷姆露·吉爾菲德）
- ProjectA子3 灰姑娘狂想曲（稻）
- 妖精王（日语：妖精王）（伊莉莎白）
- 龍世紀（日语：竜世紀）（璃子）
- 莉娜劍狼傳說（日语：レイナ剣狼伝説）（莎拉）
- 吹泡糖危機（西露微）

1989年
- 妙齡女大亨（日语：クレオパトラD.C.）（瑪麗安）
- ProjectA子 完結篇（いね）
- 鎧傳 輝煌帝傳說（奈拉）

1990年
- THE八犬傳（ぬい）
- 賽車場之狼II 莫戴娜之劍（日语：サーキットの狼II モデナの剣）（速水理江）
- 幸福的形式（日语：しあわせのかたち）（媽媽）
- 少年阿貝（日语：少年アシベ）（阿貝的媽媽）
- 白鳥麗子是也！（日语：白鳥麗子でございます!）（安藤京子）
- 新空手道地獄變（日语：新カラテ地獄変）（瑪莉琳）
- 多美卡未來緊急隊地球指揮官（日语：トミカ未来緊急隊アースコマンダー）（美紀）
- 魔動王（費娜）
- Lightning Trap 莉娜&萊卡（日语：レイナ剣狼伝説）（萊卡·史特連吉）

1991年
- 柔道部物語（日语：柔道部物語）（原田廣美）
- 超人洛克 新世界戰隊（日语：超人ロック）（安傑莉亞）

1992年
- 鴉天狗KA·BU·TO 黃金之眼的野獸（蘭姬）

1993年
- 地球守護靈（槐）
- POPS（岩崎梢子[15]）

1999年
- 紺碧艦隊（納塔夏·巴連波伊姆）

2003年
- 櫻花大戰 巴黎學院（日语：サクラ大戦 エコール・ド・巴里）（北大路花火）

2004年
- 櫻花大戰 新巴黎（日语：サクラ大戦 ル・ヌーヴォー・巴里）（北大路花火）

2007年
- 今日大魔王！R（芙琳·基爾彼特）

### 遊戲
1992年
- EMERALD DRAGON（日语：エメラルドドラゴン）（法露娜）[注 1]
- YAWARA！（本阿彌沙也加）

1993年
- VainDream II（日语：ヴェインドリームII）（蕾拉）[注 1]
- 電腦天使（日语：電脳天使）（川崎真理）[注 2]
- 海底兩萬哩 ～Inherit the Bluewater～（娜迪亞·拉·阿爾瓦）[注 2]

1994年
- YAWARA！2（本阿彌沙也加）

1995年
- 空想科學世界（日輪）[注 2]

1996年
- 空想科學世界（日輪）[注 3]

1998年
- 新世紀福音戰士 EVA和愉快的夥伴們（日语：新世紀エヴァンゲリオン エヴァと愉快な仲間たち）（娜迪亞）
- 超鋼戰紀機界王（日语：超鋼戦紀キカイオー）

1999年
- SPRIGGAN LUNAR VERSE（日语：スプリガン ルナヴァース）（莉媞西亞·帝爾）

2000年
- 機戰傭兵2（日语：アーマード・コア2）（巴萊納社）
- 天使的贈禮 馬爾王國物語（日语：マール王国の人形姫#天使のプレゼント マール王国物語）（艾特華、蘭蘭）

2001年
- 櫻花大戰3 ～巴黎在燃燒嗎～（北大路花火）

2002年
- 櫻花大戰4 ～戀愛吧少女～（北大路花火）

2004年
- 櫻花大戰物語 ～神秘的巴黎～（日语：サクラ大戦物語 〜ミステリアス巴里〜）（北大路花火）

2005年
- 海底兩萬哩 ～Inherit the Bluewater～（娜迪亞·拉·阿爾瓦）

2008年
- 戲劇性迷宮 櫻花大戰 ～因為有你～（日语：ドラマチックダンジョン サクラ大戦 〜君あるがため〜）（北大路花火）

2018年
- 超級機器人大戰X（娜迪亞·拉·阿爾瓦）

2019年
- 聖火降魔錄 英雄雲集（蒂托芭）

### 外語配音

#### 電影
- 步步登天（英语：All the Right Moves (film)） ※日本電視台版[注 4]。
- 魔幻樂園（英语：The Funhouse）（Amy Harper〈Elizabeth Berridge〉）
- 變形邪魔（英语：Invasion of the Body Snatchers (1978 film)）
- 詹姆士·龐德：勇戰殺人狂魔（Della Churchill〈Priscilla Barnes〉）※VHS版。
- 警察學校4：全民警察（英语：Police Academy 4: Citizens on Patrol）（Laura〈Corinne Bohrer〉）※TBS版[注 5]。
- 少狼（Tina〈Elizabeth Gorcey〉）※朝日電視台版[注 5]。

#### 動畫
- 大力士（英语：Hercules (1998 TV series)）（女性）

### 其它
- 飄洋過海來的少女瑪納 島根縣立三瓶自然館（日语：島根県立三瓶自然館） 影像投射作品（瑪納的配音）

### 舞台
- 櫻花大戰武道館Live ～帝都、巴黎、紐約～（2007年5月13日，日本武道館）［北大路花火］
- 田中公平 作家生活30週年紀念音樂會（2009年11月1日，東京厚生年金會館）
- 櫻花大戰巴黎花組Live 2009 ～燃燒吧自由的翅膀～（2009年12月26、27日，青山劇場（日语：青山劇場））［北大路花火］
- 櫻花大戰巴黎花組&紐約星組Live 2010 ～～（2010年12月10日－12日，青山劇場）［北大路花火］
- 櫻花大戰武道館Live 2 ～帝都、巴黎、紐約～（2011年10月7日，日本武道館）［北大路花火］
- 櫻花大戰巴黎花組Live 2012 ～Revue mon PARIS～（2012年12月26日－29日，青山劇場）［北大路花火］
- 櫻花大戰巴黎花組Show 2014 ～Ce qui sera,sera PARIS～（2014年2月13日－16日，天王洲銀河劇場（日语：天王洲銀河劇場））［北大路花火］

## 音樂作品

### 迷你專輯
| 枚數 | 發行日期      | 單曲名稱（日文名稱） | 規格編號  | 最高名次 |
| ---- | ------------- | -------------------- | --------- | -------- |
| 1st  | 1990年1月12日 | 眷戀（恋しくて）             | TYDY-5121 |          |

## 腳註

## 外部連結
- 鷹森淑乃｜ARTSVISION （日語）